# Un amigo inesperado
Un amigo inesperado (título original: After Thomas) es un telefilme biográfico dirigido por Simon Shore y protagonizada por Keeley Hawes, Ben Miles y Sheila Hancock. 
Está basada en la historia real de una familia con un niño con un nivel de autismo muy severo y que fue contado en el libro autobiográfico A Friend Like Henry (Un amigo como Henry) de Nuala Gardner, que trata sobre su propio hijo Dale Gardner y la lucha que ella tuvo que llevar a cabo para afrontar los obstáculos que vienen a causa del hecho de tener un hijo autista.

## Argumento
Kyle es un chico pequeño que vive con sus padres. Mientras la relación de sus padres parece pender de un hilo, el pequeño no comprende lo que son los sentimientos. Su padre piensa que para él los seres humanos son meros objetos, mientras que su madre sufre porque él nunca la abraza. Por ello llega incluso a pensar que el niño la odia. Nada de lo que hacen les parece ser suficiente, hasta que se les ocurre adquirir un perro labrador y su vida empieza entonces a mejorar.

## Reparto
| Actor               | Papel         |
| ------------------- | ------------- |
| Keeley Hawes        | Nicola Graham |
| Ben Miles           | Rob Graham    |
| Sheila Hancock      | Granny Pat    |
| Andrew Byrne        | Kyle Graham   |
| Lorraine Pilkington | Rachel        |
| Duncan Preston      | Abuelo Jim    |
| Clive Mantle        | John Havers   |
| Asa Butterfield     | Andrew        |

## Recepción
El telefilme fue estrenado en el Reino Unido el 26 de diciembre de 2006 por el canal ITV y fue positivamente recibido por padres y madres con hijos en el espectro autista por su certera descripción y retrato tanto del niño autista de la película como del comportamiento familiar de ese niño.
En el presente, la película de televisión ha sido valorada en portales cinematográficos. En IMDb, por ejemplo, con 643 votos registrados, el telefilme obtiene una media ponderada de 7,5 sobre 10.